# Jipdan
Een jipdan (짚단)  wordt gebruikt in de moderne Koreaanse vechtkunst Hae Dong Gumdo voor het oefenen van zwaardslagen naar Japans voorbeeld. Het is de bedoeling om de jipdan zo netjes mogelijk in meerdere delen op te snijden. 
De jipdan wordt gemaakt van rijststro. Deze wordt samen gebonden en vervolgens in water geweekt. Een droge jipdan is niet goed te snijden. Door op de jipdan te oefenen kan degene die snijdt testen of zijn techniek goed is. De manier waarop het zwaard door de jipdan snijdt en het geluid wat daarbij gemaakt wordt, geven een indicatie van een juiste uitvoering. Belangrijk is om het zwaard het werk te laten doen en dus niet te veel kracht te gebruiken. Verder is het natuurlijk belangrijk dat zo veel mogelijk de scherpe kant kan het zwaard wordt gebruikt.
Naast de jipdan worden ook wel bamboestaken, kranten en fruit gebruikt om te oefenen. In het westen wordt vaak het stro van maïs gebruikt om een jipdan te maken.